# Stanley Hauerwas
Stanley Hauerwas, né le 24 juillet 1940 à Dallas (Texas), est un théologien méthodiste et professeur de droit américain, spécialiste des questions d'éthique.

## Biographie
Il est titulaire d'un Philosophiæ doctor de l'Université Yale, et enseigne actuellement à la Duke Divinity School ainsi qu'à la faculté de droit de l'Université Duke.
Influencé notamment par John Howard Yoder, H. Richard Niebuhr et Alasdair MacIntyre, Stanley Hauerwas est célèbre pour son pacifisme radical ; il a été qualifié en 2001 par la revue TIME de « meilleur théologien des États-Unis ».
Retour du religieux, retour de l’identité, retour de la théologie en politique : oui ou non l’Évangile fait-il exception à cette dérive planétaire qui prend désormais un tour sanglant ? Oui, répond Stanley Hauerwas, sacré « le théologien le plus important du nouveau millénaire » par le The New York Times,.
Il a enseigné la théologie morale à l'Université Notre-Dame-du-Lac (Indiana),. Il est actuellement titulaire de la chaire d'éthique théologique à l'Université Duke (Caroline du Nord). Depuis à la Duke Divinity School (en) Durham (Caroline du Nord) (2020).